# Lerala
Lerala es una ciudad situada en el distrito Central, Botsuana. Se encuentra al sureste de Tswapong Hills, a 30 km del río Limpopo, y a 90 km de Palapye. Tiene una población de 6871 habitantes, según el censo de 2011.